# Marinha do Brasil-parken
Marinha do Brasil-parken, portugisiska Parque Marinha do Brasil, är en stads- och skulpturpark belägen i staden Porto Alegre, huvudstad i delstaten Rio Grande do Sul, Brasilien. Den invigdes  den 9 december 1978, på 70,7 hektar av den stadsägda marken. Den är lokaliserad i stadsdelen Praia de Belas. Utöver en mängd skulpturer, finns det bland annat en fotbollsplan, tennisplaner, en lekplats, och en snakerun i parken.

## Bilder

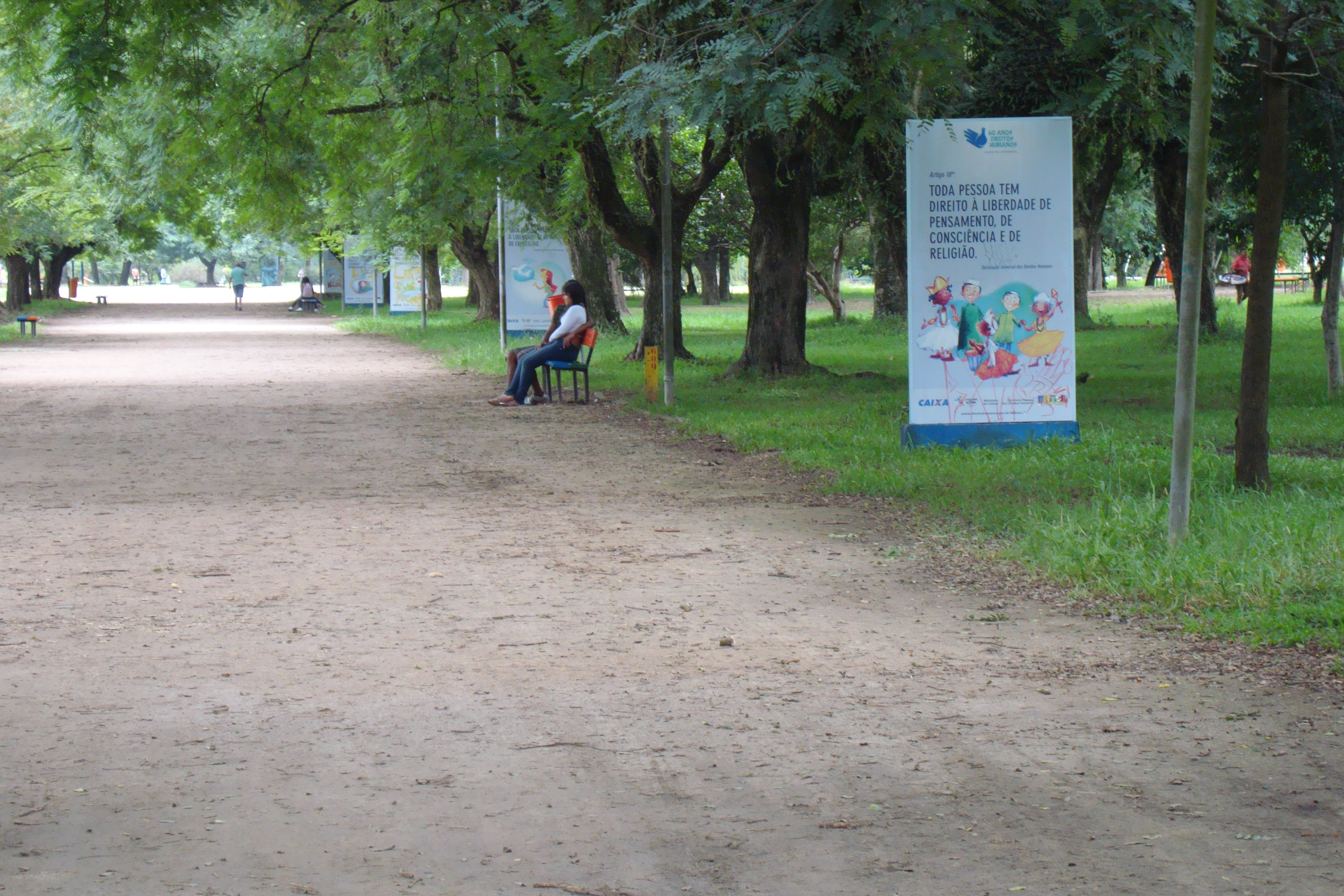
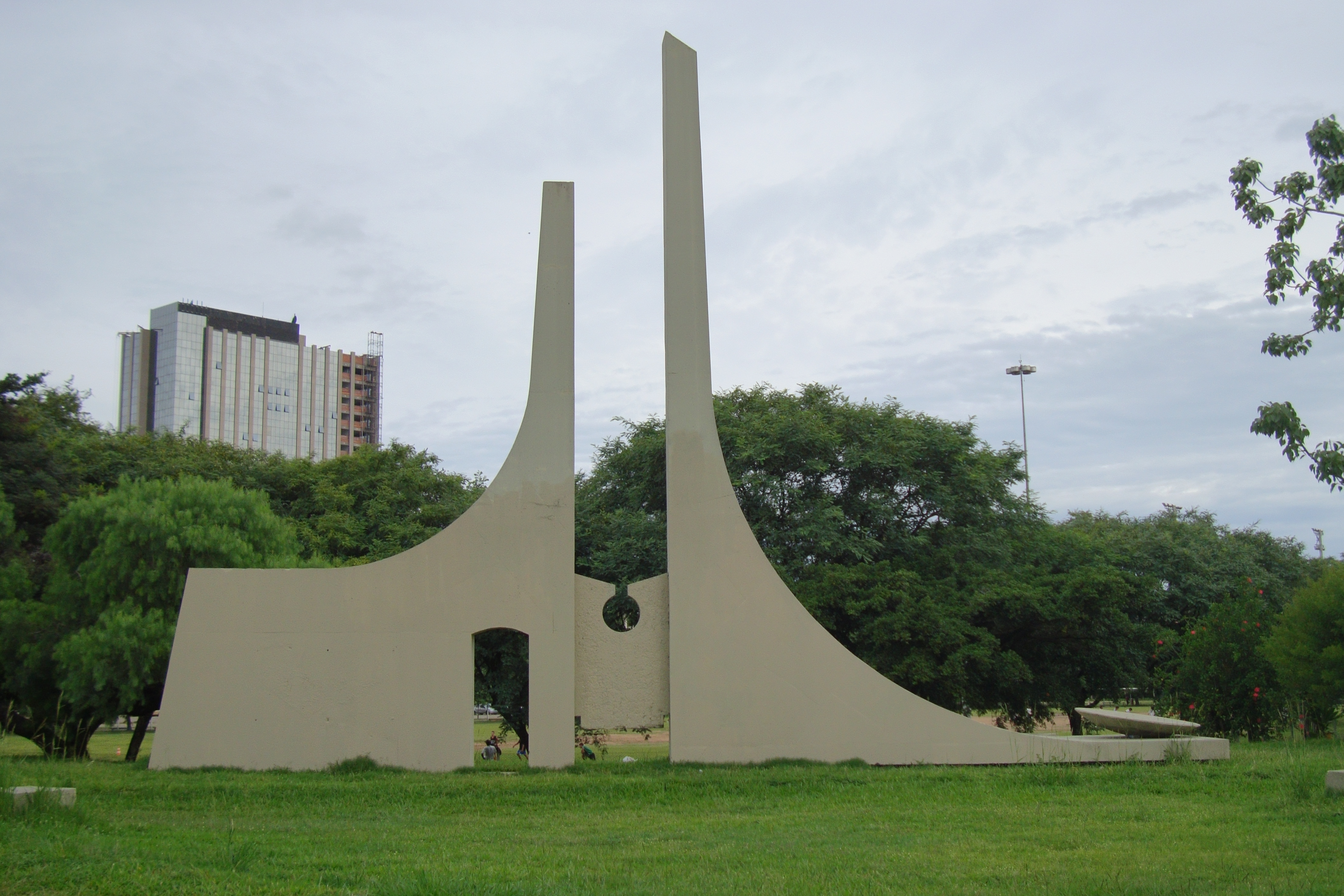
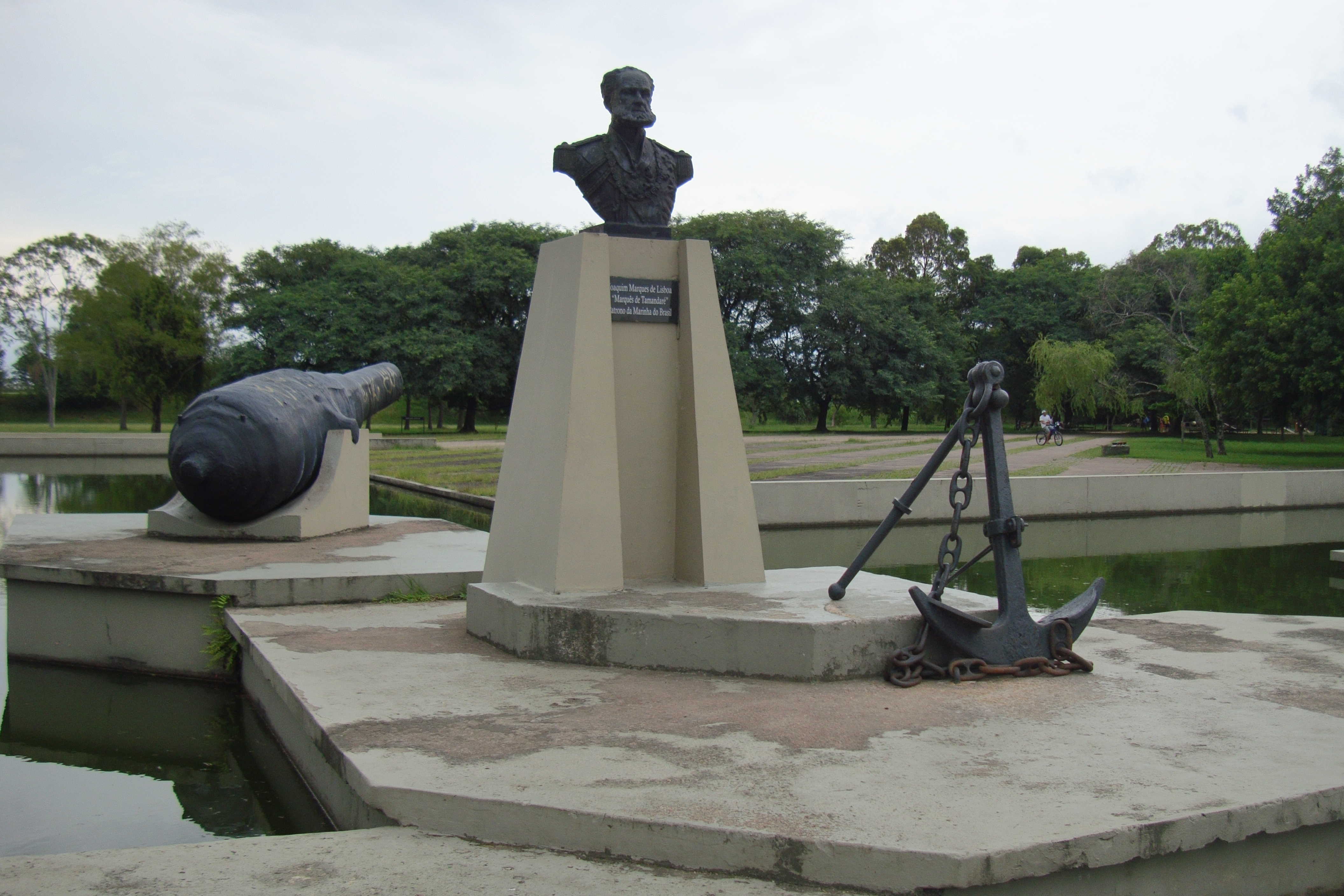
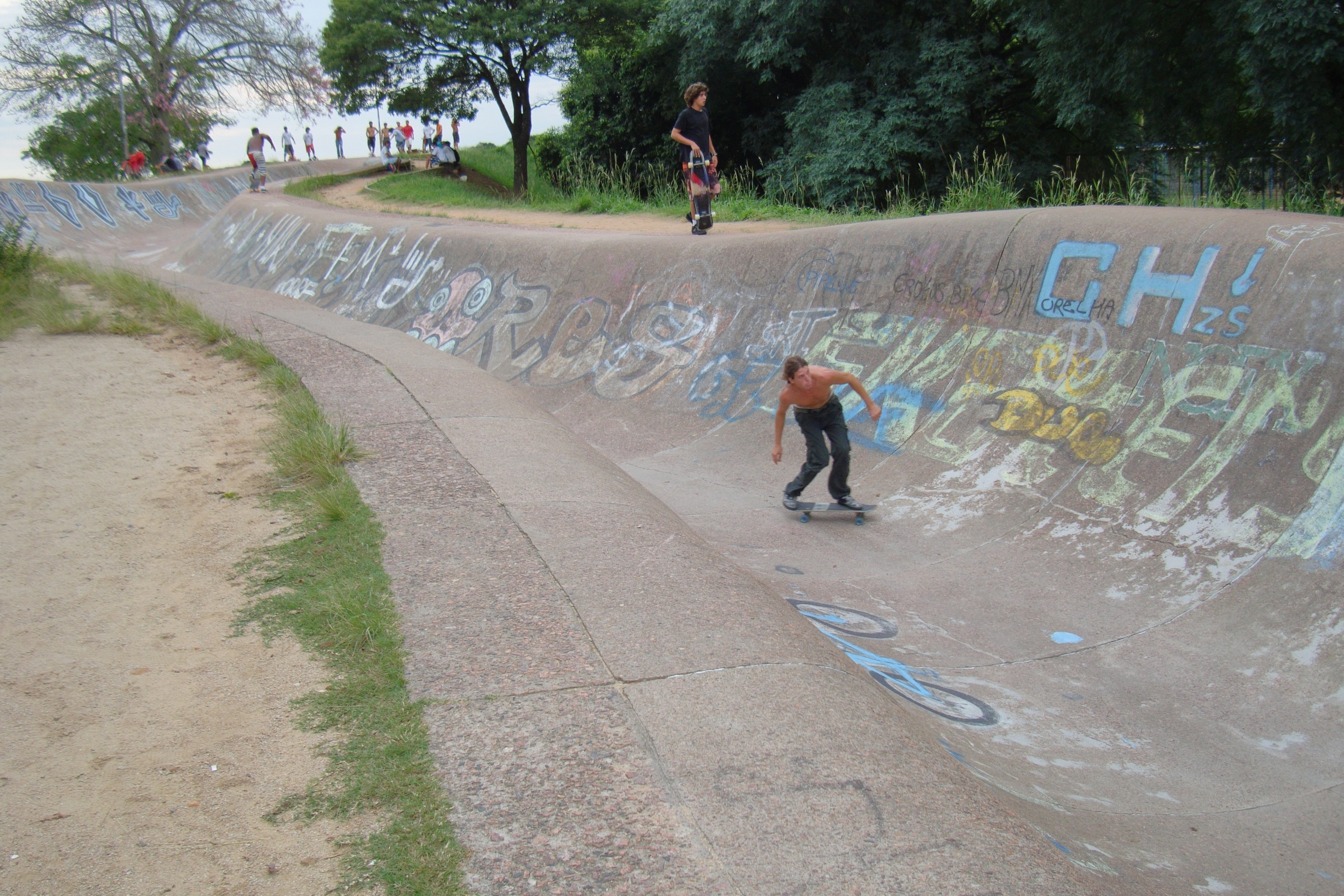